# Anatol Ljabedska

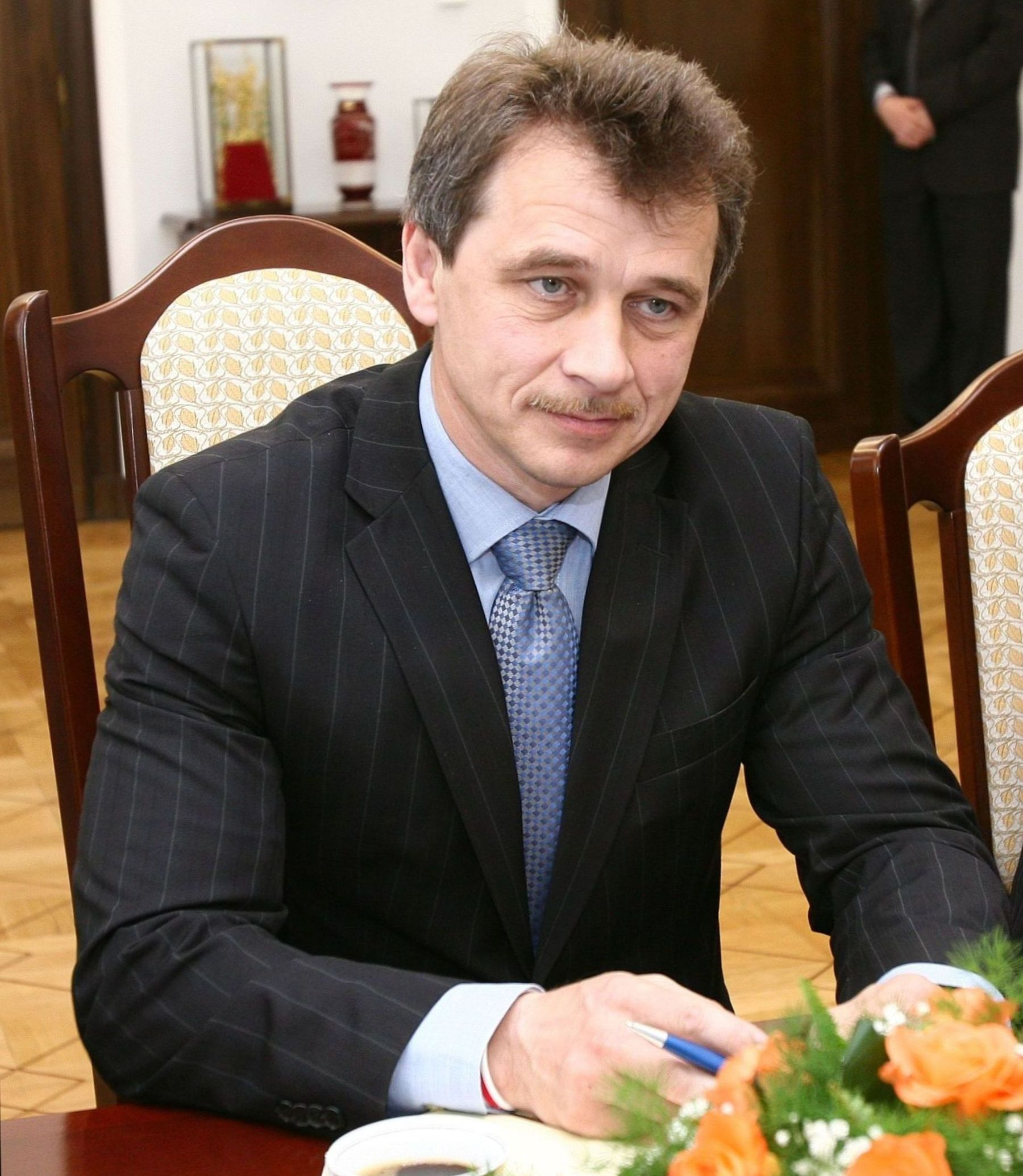
Anatol Ljabedska (2008)

Anatol Ljabedska, auch Ljabedzka (belarussisch Анатоль Лябедзька; * 27. Juni 1961 in der Minskaja Woblasz, UdSSR; heute Belarus) ist ein belarussischer Politiker und ehemaliger Vorsitzender der Vereinigten Bürgerpartei.

## Leben
Ljabedska zählt seit den 1990er-Jahren zu den entschiedensten Kritikern des belarussischen Präsidenten Aljaksandr Lukaschenka. Mehrmals wurde er für seine Teilnahme an Demonstrationen gegen das herrschende Regime verhaftet.
Im Mai 2010 traf sich der Präsident des Europäischen Parlaments, Jerzy Buzek, demonstrativ mit Anatol Ljabedska, um die Unterstützung der EU für die Oppositionsparteien in Belarus zu zeigen. Ljabedska wollte ursprünglich für die Präsidentschaftswahl in Belarus 2015 kandidieren, konnte allerdings nicht genug Unterschriften sammeln.
Gegenwärtig fungiert Ljabedska als Beauftragter für die Verfassungsreform und parlamentarische Zusammenarbeit im Beraterstab von Swjatlana Zichanouskaja.